# KNSB Cup Grand prix (marathonschaatsen) 2023/2024
De KNSB Cup Grand Prix (marathonschaatsen) 2023/2024 is het jaarlijks terugkerende klassement over de gehouden Grand Prix wedstrijden op buitenlands natuurijs. Het is de achttiende keer dat de KNSB Cup Grand Prix (marathonschaatsen) wordt uitgereikt. 
Hieronder is een overzicht van de winnaars van de Grand Prix cup's en een overzicht van het eindklassement.

## Podia
| Divisie | Eerste          | Tweede            | Derde           |
| ------- | --------------- | ----------------- | --------------- |
| Mannen  | Jeroen Janissen | Christian Haasjes | Crispijn Ariëns |
| Vrouwen | Tessa Snoek     | Merel Bosma       | Beau Wagemaker  |

## Grand Prix wedstrijden
| Datum       | Plaats     | Onderdeel                                            | Winaars           | Winaars        |
| Datum       | Plaats     | Onderdeel                                            | Mannen            | Vrouwen        |
| ----------- | ---------- | ---------------------------------------------------- | ----------------- | -------------- |
| 25 januari  | Weissensee | Grand Prix 1; Aart Koopmans Memorial                 | Jeroen Janissen   | Beau Wagemaker |
| 29 januari  | Weissensee | Grand Prix 2                                         | Harm Visser       | Ineke Dedden   |
| 31 januari  | Weissensee | Grand Prix 3; Alternatieve Elfstedentocht Weissensee | Christian Haasjes | Tessa Snoek    |
| 22 februari | Luleå      | Grand Prix 4; LKAB Marathon                          | Jordy Harink      | Tessa Snoek    |
| 24 februari | Luleå      | Grand Prix 5; LKAB Sprint                            | Evert Hoolwerf    | Esther Kiel    |
| 25 februari | Luleå      | Grand Prix 6; LKAB Sea Ice Classic                   | Gary Hekman       | Esther Kiel    |

## Eindklassementen
Mannen
| Algemene stand | Algemene stand       | Algemene stand | Algemene stand                  | Algemene stand | Algemene stand | Algemene stand | Algemene stand | Algemene stand | Algemene stand | Algemene stand |
| Nr.            | Naam                 | Nationaliteit  | Ploeg                           | Punten         | Punten         | Punten         | Punten         | Punten         | Punten         | Punten         |
| Nr.            | Naam                 | Nationaliteit  | Ploeg                           | #1             | #2             | #3             | #4             | #5             | #6             | Totaal         |
| -------------- | -------------------- | -------------- | ------------------------------- | -------------- | -------------- | -------------- | -------------- | -------------- | -------------- | -------------- |
| 1              | Jeroen Janissen      | Nederland      | OKAY/Interfarms                 | 35,1           | 15             | 22             | 13             | 5              | 16             | 106,1          |
| 2              | Christian Haasjes    | Nederland      | Bouwselect / De Haan Westerhoff |                | 16             | 50,1           | 20             | 14             |                | 100,1          |
| 3              | Crispijn Ariëns      | Nederland      | Team Reggeborgh                 | 5              | 18             | 10             | 24             | 7              | 20             | 84             |
| 4              | Luc ter Haar         | Nederland      | Bouwselect / De Haan Westerhoff | 1              | 17             | 16             | 29             | 6              | 14             | 83             |
| 5              | Daan Gelling         | Nederland      | Royal A-ware                    | 29             |                | 1              | 17             | 21             | 9              | 77             |
| 6              | Jordy Harink         | Nederland      | Royal A-ware                    | 2              | 14             | 3              | 35,1           | 3              | 18             | 75,1           |
| 7              | Homme Jan de Groot   | Nederland      | Bouwselect / De Haan Westerhoff | 17             |                | 4              | 12             |                | 40             | 73             |
| 8              | Stefan Wolffenbuttel | Nederland      | OKAY/Interfarms                 | 12             |                | 40             | 5              | 16             |                | 73             |
| 9              | Marco van der Tuin   | Nederland      | A6.nl / KMC                     | 9              | 9              | 9              | 15             |                | 26             | 68             |
| 10             | Niels Overvoorde     | Nederland      | Sportchaletviehhofen.at         |                | 7              | 18             | 7              |                | 32             | 64             |

Vrouwen
| Algemene stand | Algemene stand            | Algemene stand | Algemene stand                      | Algemene stand | Algemene stand | Algemene stand | Algemene stand | Algemene stand | Algemene stand | Algemene stand |
| Nr.            | Naam                      | Nationaliteit  | Ploeg                               | Punten         | Punten         | Punten         | Punten         | Punten         | Punten         | Punten         |
| Nr.            | Naam                      | Nationaliteit  | Ploeg                               | #1             | #2             | #3             | #4             | #5             | #6             | Totaal         |
| -------------- | ------------------------- | -------------- | ----------------------------------- | -------------- | -------------- | -------------- | -------------- | -------------- | -------------- | -------------- |
| 1              | Tessa Snoek               | Nederland      | VGR Sport / Vreugdenhil Dairy Foods |                | 18             | 50,1           | 35,1           | 21             | 32             | 156,2          |
| 2              | Merel Bosma               | Nederland      | BDM-BTZ                             | 24             | 21             | 26             | 29             | 18             | 26             | 144            |
| 3              | Beau Wagemaker            | Nederland      | PMG Bakker                          | 35,1           | 16             | 20             | 24             | 16             | 20             | 131,1          |
| 4              | Esther Kiel               | Nederland      | BDM / BTZ                           |                |                |                | 15             | 25,1           | 50,1           | 90,2           |
| 5              | Ineke Dedden              | Nederland      | BDM-BTZ                             | 20             | 25,1           |                | 13             | 14             | 14             | 86,1           |
| 6              | Elsemieke van Maaren      | Nederland      | BDM / BTZ                           | 29             |                | 22             |                | 11             | 22             | 84             |
| 7              | Femke Mossinkoff          | Nederland      | Haak powered by OCRE                |                | 12             |                | 5              | 17             | 40             | 74             |
| 8              | Janne Berkhout            | Nederland      | Van Ramshorst Renault               | 11             | 10             | 10             | 12             | 4              | 18             | 65             |
| 9              | Maaike Verweij            | Nederland      | Team Albert Heijn Zaanlander        | 12             | 17             | 5              | 14             | 13             |                | 61             |
| 10             | Carla Ketellapper-Zielman | Nederland      |                                     |                | 14             | 32             |                | 10             |                | 56             |

Eendaagse wedstrijden:
NK kunstijs · 
Amsterdam · 
Open NK natuurijs · 
Winterswijk · 
Noordlaren ·
 Open VK natuurijs

Marathon Cup:
1. Groningen · 
2. Utrecht · 
3. Heerenveen ·
4. Den Haag · 
5. Haarlem · 
6. Hoorn · 
7. Deventer · 
8. Breda · 
9. Groningen · 
10. Tilburg · 
11. Heerenveen · 
12. Eindhoven · 
13. Alkmaar ·
14. Amsterdam · 
15. Finale Leeuwarden

Grand Prix:
 Weissensee:
Aart Koopmans Memorial · 
Sprint · 
Alternatieve Elfstedentocht ·
 Luleå:
Marathon · 
Sprint · 
Sea Ice Classic

Klassementen: KNSB Cup ·
Jongeren · 
Ploegen ·
Grand Prix ·
Brabantcup ·
Natuurijs vierdaagse
Lijst van schaatsmarathonrijders 2023/2024
2006/2007 ·
2007/2008 ·
2008/2009 ·
2009/2010 ·
2010/2011 ·
2011/2012 ·
2012/2013 ·
2013/2014 ·
2014/2015 ·
2015/2016 ·
2016/2017 ·
2017/2018 ·
2018/2019 ·
2019/2020 ·
2020/2021 ·
2021/2022 ·
2022/2023 ·
2023/2024 ·
2024/2025